# Eulamprus sokosoma
Eulamprus sokosoma là một loài thằn lằn trong họ Scincidae. Loài này được Greer miêu tả khoa học đầu tiên năm 1992.